# 29764 Panneerselvam
A 29764 Panneerselvam (ideiglenes néven (29764) 1999 CC23) a Naprendszer kisbolygóövében található aszteroida. A LINEAR projekt keretében fedezték fel 1999. február 10-én.